# Margareta dominica
Margareta dominica  (лат.) — вид полужесткокрылых насекомых семейства Rhyparochromidae, входит в состав монотипического рода Margareta. Впервые описан энтомологом Б. Уайтом в 1878 году.

## Распространение, описание
Эндемик Новой Зеландии. Изначально был отмечен в регионе Окленд, позднее экземпляры вида были найдены также в горной цепи Тараруа и округе Веллингтон; каждый из этих участков находится на Северном острове.
Тело длиной 6 и шириной 2 мм, удлинённо-яйцевидной формы, густо покрыто сравнительно длинными тёмно-коричневыми волосками. Тело в основном тёмного коричневато-красного цвета: голова, переднеспинка, надкрылья, плевральная полость, бёдра и ряд других частей тела коричневато-красные (от тусклых до тёмных тонов), грудь и живот кирпично-красные, усики коричневатые, дыхальца тёмно-коричневые. Задняя часть переднеспинки отчётливо пунктирована.
Растительноядное насекомое; встречается практически исключительно на растениях рода Gahnia.